# Egenhofen
Egenhofen è un comune tedesco di 3 238 abitanti, situato nel land della Baviera.